# Zeribet El Oued
Zeribet El Oued (în arabă زربية الوادى) este o comună din provincia Biskra, Algeria.
Populația comunei este de 21.541 de locuitori (2008).